# SACOI

Leitungsverlauf

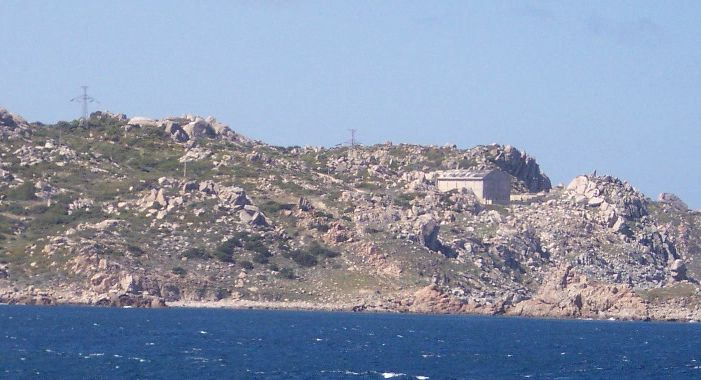
Kabelübergabestation der SACOI bei Santa Teresa auf Sardinien

Die SACOI (HGÜ-Verbindung Sardinien-Corsika-Italien) ist eine der ältesten Hochspannungs-Gleichstrom-Übertragungs-Anlagen der Welt und eine der wenigen, die keine reine Zweipunktverbindung ist, denn sie dient der Anbindung der Stromnetze Sardiniens und Korsikas an das von Italien und somit von Kontinentaleuropa.
Die Leitung besteht aus fünf Abschnitten:
- Freileitungsabschnitt von 50 km Länge auf dem italienischen Festland
- Seekabelabschnitt von 103 km Länge zwischen Italien und Korsika
- Freileitungsabschnitt von 167 km Länge auf Korsika
- Seekabelabschnitt von 15 km Länge zwischen Korsika und Sardinien
- Freileitungsabschnitt von 87 km Länge auf Sardinien

Die Stromrichterstationen befinden sich auf dem italienischen Festland in Suvereto bei 43° 3′ 10″ N, 10° 41′ 42″ O, auf Korsika in Lucciana bei 42° 31′ 40″ N, 9° 26′ 59″ O, auf Sardinien bei Codrongianos bei 40° 39′ 7″ N, 8° 42′ 48″ O.

## Geschichte
Die SACOI ging 1965 als eine monopolare Verbindung zur Übertragung von Strom aus Sardinien ans italienische Festland in Betrieb. Die Übertragungsleistung betrug ursprünglich 200 MW bei einer Spannung von 200 kV und es kamen Quecksilberdampfgleichrichtern als Ventile zum Einsatz.
In den 1970er/1980er Jahren war die SACOI oft längere Zeit außer Betrieb, da der Freileitungsabschnitt auf Korsika oft Ziel von Terroranschlägen war.
Erst im Jahre 1988 kam eine Umrichterstation auf Korsika in Lucciana hinzu. Mit der neuen Station konnten bis zu 50 MW ins korsische Stromnetz importiert oder exportiert werden.
1992 wurde ein zweiter Pol mit einem Übertragungsvermögen von 300 MW bei einer Spannung von 200 kV unter dem Namen SACOI-2 in Betrieb genommen. Zeitgleich wurden auch die Quecksilberdampfgleichrichter des ersten Pols durch Thyristoren ersetzt. Im Zuge dieser Maßnahme wurde auch die Stromrichterstation auf dem italienischen Festland von San Dalmazio nach Suvereto verlegt.
Sardinien ist seit dem Jahr 2009 über die HGÜ-Unterseeleitung SAPEI direkt mit dem italienischen Festland verbunden.
Im Jahre 2024 begannen die Arbeiten an einer erneuten Erweiterung der Anlage, SACOI-3. Die Leistungsfähigkeit der korsischen Konverterstation wird dabei erhöht, so dass bis zu 100 MW ins korsische Netz eingespeist werden können.